# Imperial Hotel (Tokio)
Imperial Hotel (japonsky 帝国ホテル) je hotel v japonském Tokiu postavený mezi lety 1880–1890, kvůli narůstajícímu počtu západních turistů. Areál hotelu se nachází jižně od císařského paláce Kókjo, na místě, kde býval hradní příkop. V současnosti (2016) se na místě nachází 17patrová budova a pozůstatek druhého Imperial Hotelu.

Na místě kde se nachází současný hotel stály předtím ještě jiné dvě velké budovy – první a druhý Imperial Hotel.

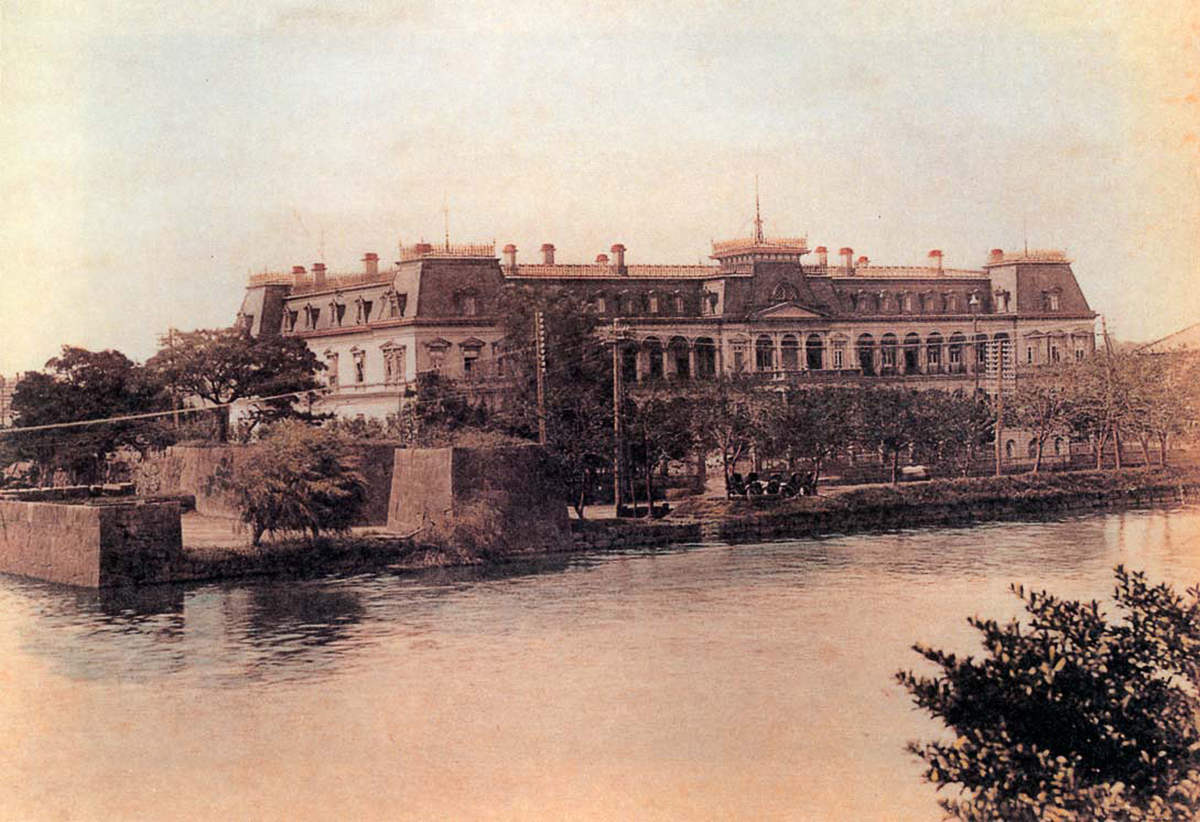
První Imperial Hotel, navržený Yuzuru Watanabe (rok 1890)

## První Imperial Hotel 1890–1922
Jako první stál na místě původní Imperial Hotel navržený Juzurem Watanabem (1890–1992). Byl postavený v německém novorenesančním slohu. Budova byla zničena v roce 1922 požárem, když byl Princ z Walesu na návštěvě Tokia.

## Druhý Imperial Hotel 1923–1968
Druhý Imperial Hotel (1923–1968), byl navržen Frank Lloyd Wrightem v Maya Revival Style (architektonický styl vracející se k Mayům), ustál velké zemětřesení v roce 1923. Část hotelu se zachovala do současnosti (2016). V roce 1967 se rozhodlo, že se hotel zdemoluje a na jeho místě se postaví hotel s vyšší kapacitou, důvod k demolici bylo také poničené křídlo hotelu z druhé světové války.

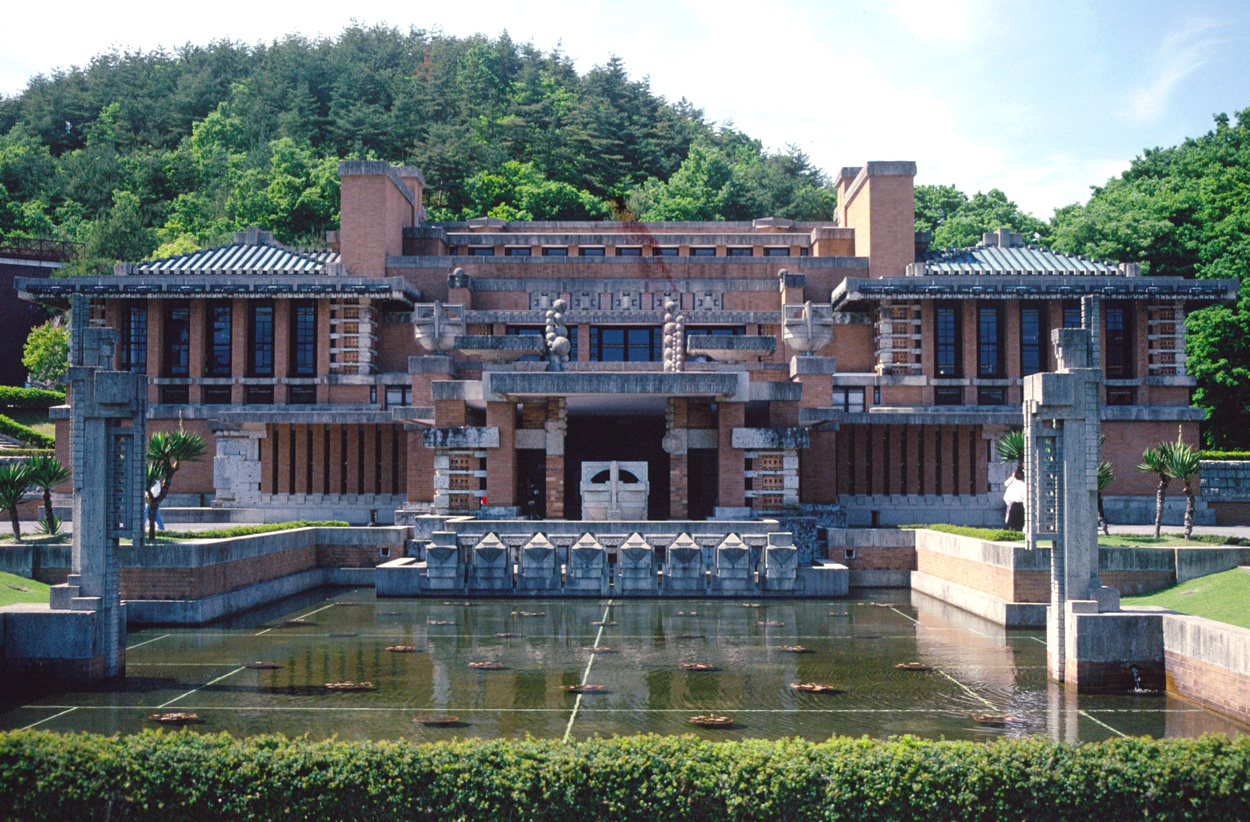
Vstupní nádvoří druhého Imperial Hotelu navržené Wrightem, které se zachovalo dodnes

## Třetí Imperial Hotel 1968–současnost
Třetí hotel je sedmnáctipatrový hotelový věžák s 772 pokoji, který byl postaven na stejném místě místo Wrightovy budovy, byl otevřen v roce 1970.

### Reference

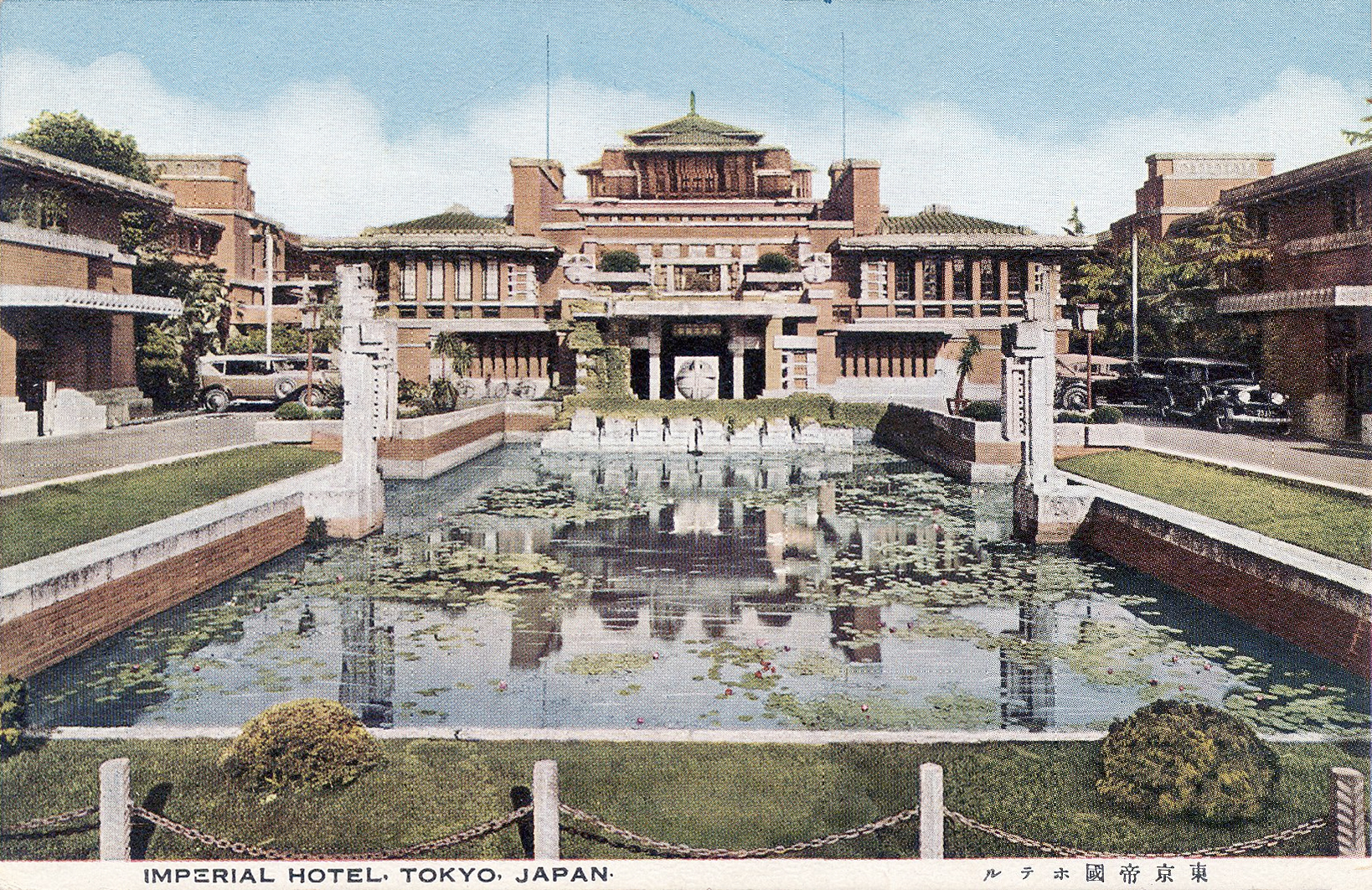
Vstupní nádvoří druhého Imperial Hotelu navrženého v Maya Revival Style Frank Lloyd Wrightem